# Piotr Józef Potępski
Piotr Józef Potępski z Grabia herbu Odrowąż (zm. w 1760 roku) – podkomorzy halicki w latach 1740–1760, łowczy trembowelski w 1720 roku, rzekomy stolnik lubelski w latach 1729–1739.
Jako poseł na sejm konwokacyjny 1733 roku z ziemi halickiej był członkiem konfederacji generalnej zawiązanej 27 kwietnia 1733 roku na tym sejmie. Jako deputat z ziemi halickiej podpisał pacta conventa Stanisława Leszczyńskiego w 1733 roku.